# Halo (lichteffect)

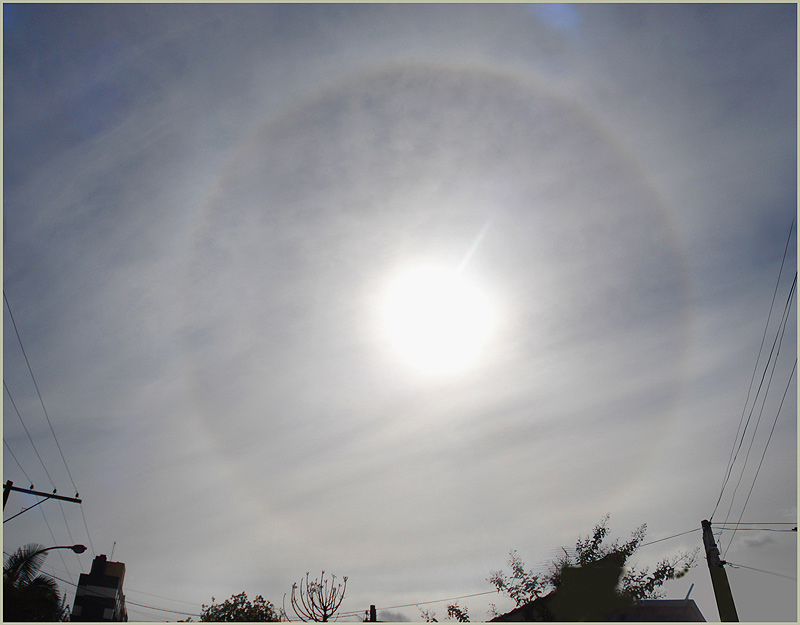
Een 22°-halo rond de zon

De term halo wordt gebruikt als de verzamelnaam voor een familie van lichtverschijnselen aan de hemel door toedoen van ijskristallen in de atmosfeer. Er bestaan vele soorten halo's, variërend van gekleurde of witte kringen tot lijnen en lichtplekken, meestal in de nabijheid van de zon of maan. Halo's worden veroorzaakt wanneer het zon- of maanlicht door een ijle nevel van ijskristallen schijnt, die zich op grote hoogte kan bevinden (in de vorm van cirrus- of cirrostratusbewolking) maar ook dichter bij de grond.

## Soorten ijskristallen

Plaat- en zuilvormige ijskristallen.

Niet alle soorten ijskristallen zijn geschikt om halo’s te vormen: belangrijk is dat ze voldoende doorzichtig zijn en de vorm hebben van min of meer regelmatige zeshoekige prisma’s; dat wil zeggen met zes rechthoekige zijvlakken en twee zeshoekige boven- en ondervlakken. Dendritische of anderszins onregelmatig gevormde ijskristallen hebben niet de vereiste optische eigenschappen om halo’s te veroorzaken.
Een verder belangrijk onderscheid ligt tussen plaatvormige kristallen, waarbij de zijvlakken van de prisma’s breder zijn dan hoog, en zuilvormige kristallen, met zijvlakken die hoger zijn dan breed. In de kristallografie wordt het kristalstelsel met twee zeshoekige vlakken en zes rechthoekige vlakken hexagonaal genoemd. In zeldzamere omstandigheden kunnen de kristallen ook zeshoekige piramides als boven- en ondervlak hebben.
Zowel deze variaties in vorm als de oriëntatie die de kristallen in de atmosfeer aannemen, zijn bepalend voor de typen halo’s die zich voordoen. Zo zijn horizontaal georiënteerde plaatvormige kristallen onder meer verantwoordelijk voor bijzonnen, lichtzuilen, de circumzenitale boog en de parhelische kring, terwijl willekeurig georiënteerde zuilvormige kristallen onder andere de kleine kring en raakbogen veroorzaken. Een voorbeeld van zuilvormige hexagonale ijskristallen zijn de ijsnaalden, die vallen tijdens een poolsneeuwbui. Meerdere soorten en oriëntaties van kristallen kunnen tegelijk voorkomen, met allerlei mogelijke combinaties van halosoorten tot gevolg.

## Vorming

Bij een hexagonaal kristal zullen de kristalhoeken aan de buitenkant 60° zijn. Dit zorgt voor een breking van allerlei hoeken afhankelijk van de golflengte. Er is hier duidelijk te zien dat de hoogste intensiteit zal worden behaald bij een brekingshoek van 22°. Vandaar dat de meeste halo's in die hoek zichtbaar zijn voor de toeschouwer.

Het ontstaansproces van een halo is enigszins vergelijkbaar met dat van een regenboog. Het verschil is dat een regenboog zijn oorsprong vindt in vloeibare waterdruppels, een halo in ijskristallen. Ook bevindt een regenboog zich altijd aan de tegenovergelegen kant van de hemel als de zon of maan, terwijl de meeste halo's zich juist in de richting van de zon of maan bevinden. De ijskristallen fungeren als zeshoekige prisma's die het licht breken en/of reflecteren, resulterend in een veelheid aan mogelijke kringen, bogen en lichtplekken aan de hemel. Een inkomende witte lichtstraal, bijvoorbeeld uit zon- of maanlicht, breekt door het prisma-effect van de ijskristal op in verschillende kleinere golflengten, elk met een andere brekingshoek, en dus kunnen er verschillende kleuren boven elkaar worden waargenomen. Als de verantwoordelijke wolken zich hoog genoeg in de atmosfeer bevinden om permanent ijskristallen te bevatten, kunnen halo's gedurende het hele jaar en in alle klimaten worden waargenomen. Bij lage temperaturen kunnen de ijskristallen ook dichter bij het aardoppervlak zweven, wat gebeurt bij de ijsnaalden tijdens een poolsneeuw, en op dezelfde manier halo's veroorzaken.

Reflectie in ijskristallen
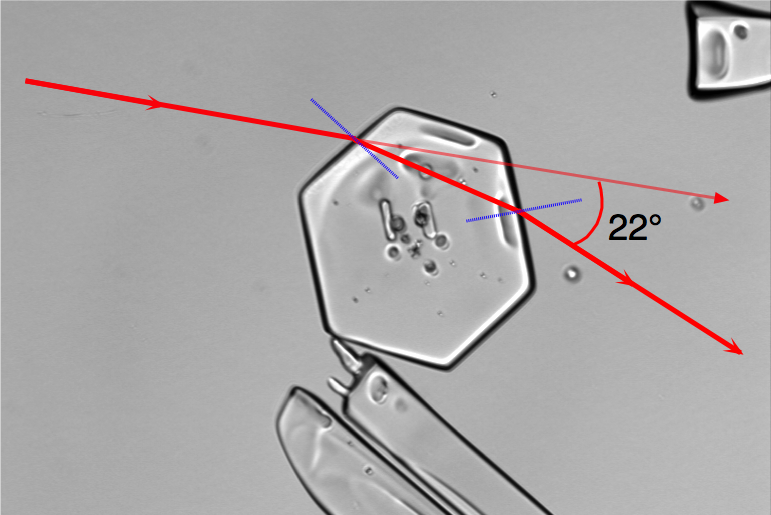
De breking van licht door een ijskristal.
Animatie van de lichtbreking door een ijskristal.
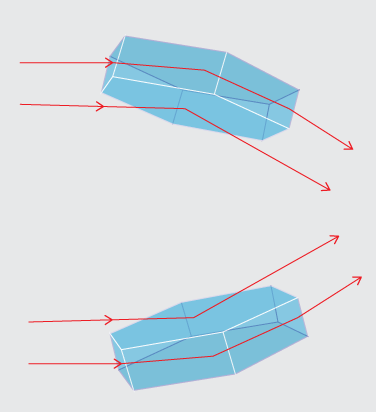
Reflectie van twee plaatvormige ijskristallen boven elkaar. Plaatvormige ijskristallen zijn onder meer verantwoordelijk voor bijzonnen, lichtzuilen, de circumzenitale boog en de parhelische kringen.
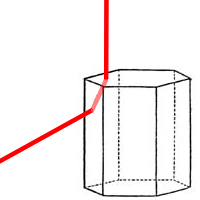
Reflectie van een zuilvormige ijskristal. Zuilvormige ijskristallen zijn onder meer verantwoordelijk voor kleine kringen en raakbogen.

## Verscheidenheid

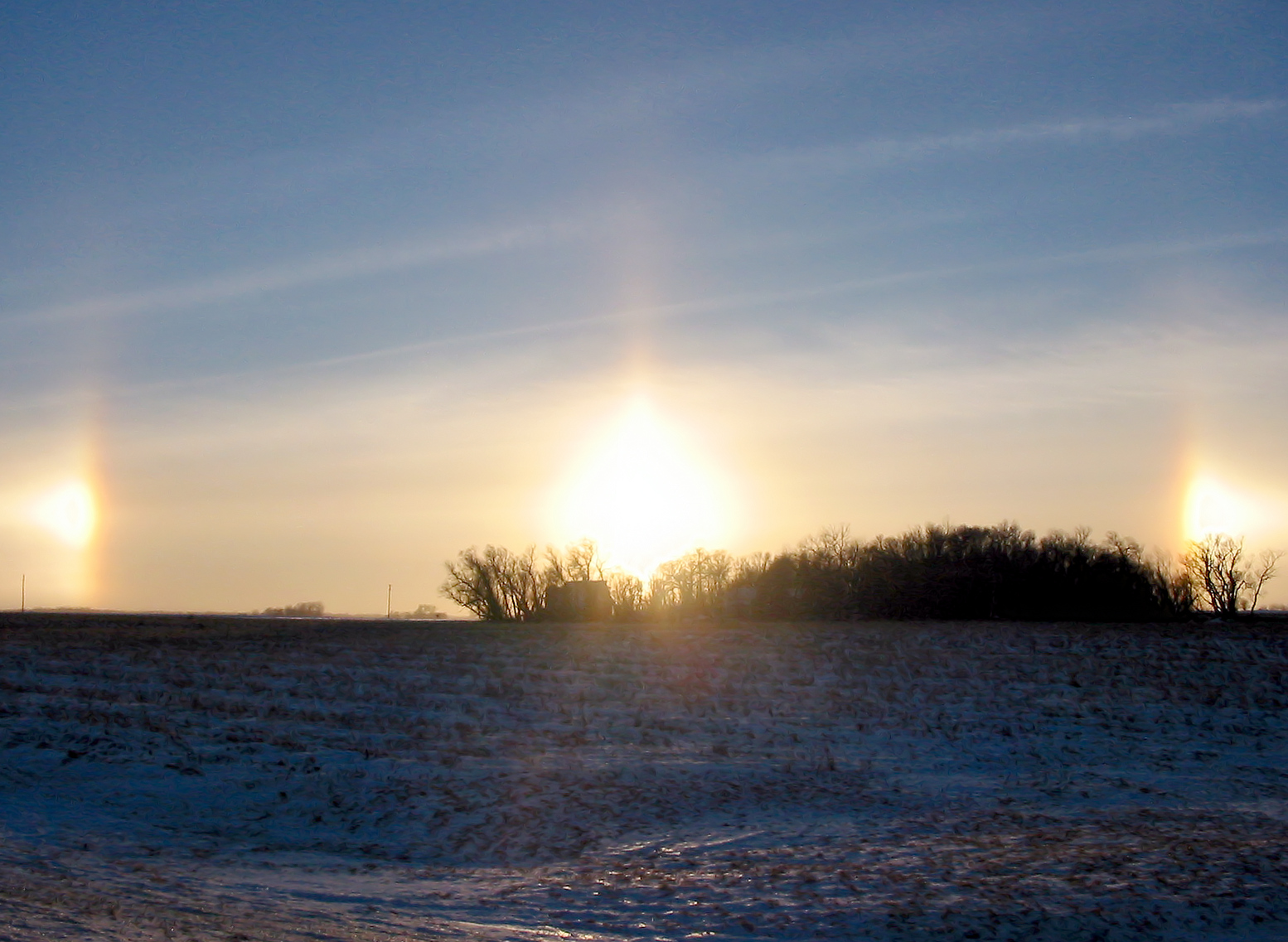
Twee bijzonnen bij lage zonnestand, New Ulm, Minnesota, Verenigde Staten, 22 januari 2005.

Er bestaat een grote verscheidenheid aan halo’s, sommige waarvan regelmatig en overal ter wereld voorkomen, andere zeer zelden. Er kunnen meerdere typen halo’s tegelijk zichtbaar zijn; welke dat zijn is afhankelijk van de vorm en oriëntatie van de ijskristallen in kwestie (zie Soorten ijskristallen hierboven) en de hoogte van de zon of maan boven de horizon. Hieronder volgt een overzicht van de frequentere soorten halo’s.

### Kleine kring
De 22°-halo of kleine kring vormt een wijde ring rondom de zon of maan. Het is verreweg het meest voorkomende type halo en de oorsprong van de categorienaam; vaak wordt hij dan ook simpelweg met "halo" aangeduid. De kring is subtiel-regenboogkleurig, met een roodachtige gloed aan de binnenzijde die naar buiten toe verloopt tot blauwig. Karakteristiek is ook dat de binnenrand relatief scherp is afgebakend, terwijl de buitenzijde meer diffuus afloopt. Het effect ontstaat door zuilvormige ijskristallen, die ongericht in de atmosfeer zweven en zo het licht in alle richtingen afbuigen tot een kring met een straal van ongeveer 22 booggraden; dit komt grofweg overeen met de breedte van een uitgespreide hand op armlengte. De naam kleine kring is enigszins misleidend, aangezien de kring een groot gedeelte van de hemel beslaat; de term dient ter onderscheiding van de veel zeldzamere 46°-halo of grote kring die een straal van ongeveer 46 booggraden heeft.

### Bijzonnen en bijmanen

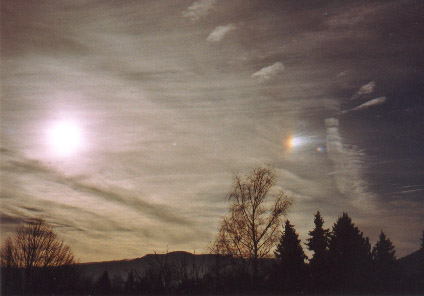
Een prominent gekleurde rechter bijzon

Bijzonnen, wetenschappelijke naam parhelia (enkelvoud parhelium), verschijnen als twee heldere lichtvlekken links en rechts van de zon op dezelfde hoogte boven de horizon. Bijzonnen kunnen zeer fel zijn en zo de indruk wekken dat er drie “zonnen” op een rij aan de hemel staan. Ze vallen vooral op bij een lage zonnestand, in welk geval ze ongeveer op dezelfde boogafstand liggen als de kleine kring. Naarmate de zon hoger boven de horizon staat neemt de afstand van de bijzonnen in horizontale richting toe.
Prominenter dan de kleine kring zijn bijzonnen enigszins roodkleurig in de richting van de zon en blauwig aan de buitenzijde. Ze zijn grofweg driehoekig van vorm, elk met een platte zijde naar de zon gekeerd en een punt ervandaan gericht. De punt kan uitlopen in een horizontale ‘staart’, die geleidelijk overvloeit in de parhelische kring (indien aanwezig).
Wanneer de maan het effect veroorzaakt wordt er gesproken van bijmanen (wetenschappelijke naam paraselenae, enkelvoud paraselena). Bijzonnen en -manen worden veroorzaakt door plaatvormige ijskristallen, die door hun vorm van nature de neiging hebben om zich min of meer horizontaal in de lucht te oriënteren. Als gevolg hiervan wordt het licht niet uniform afgebogen maar concentreert het zich in horizontale richting, resulterend in twee heldere plekken op dezelfde hoogte boven de horizon als de zon of maan. Als de kristallen in de lucht enigszins heen en weer schommelen, heeft dit tot gevolg dat de bijzonnen of -manen verticaal worden uitgerekt.

### Lichtzuilen

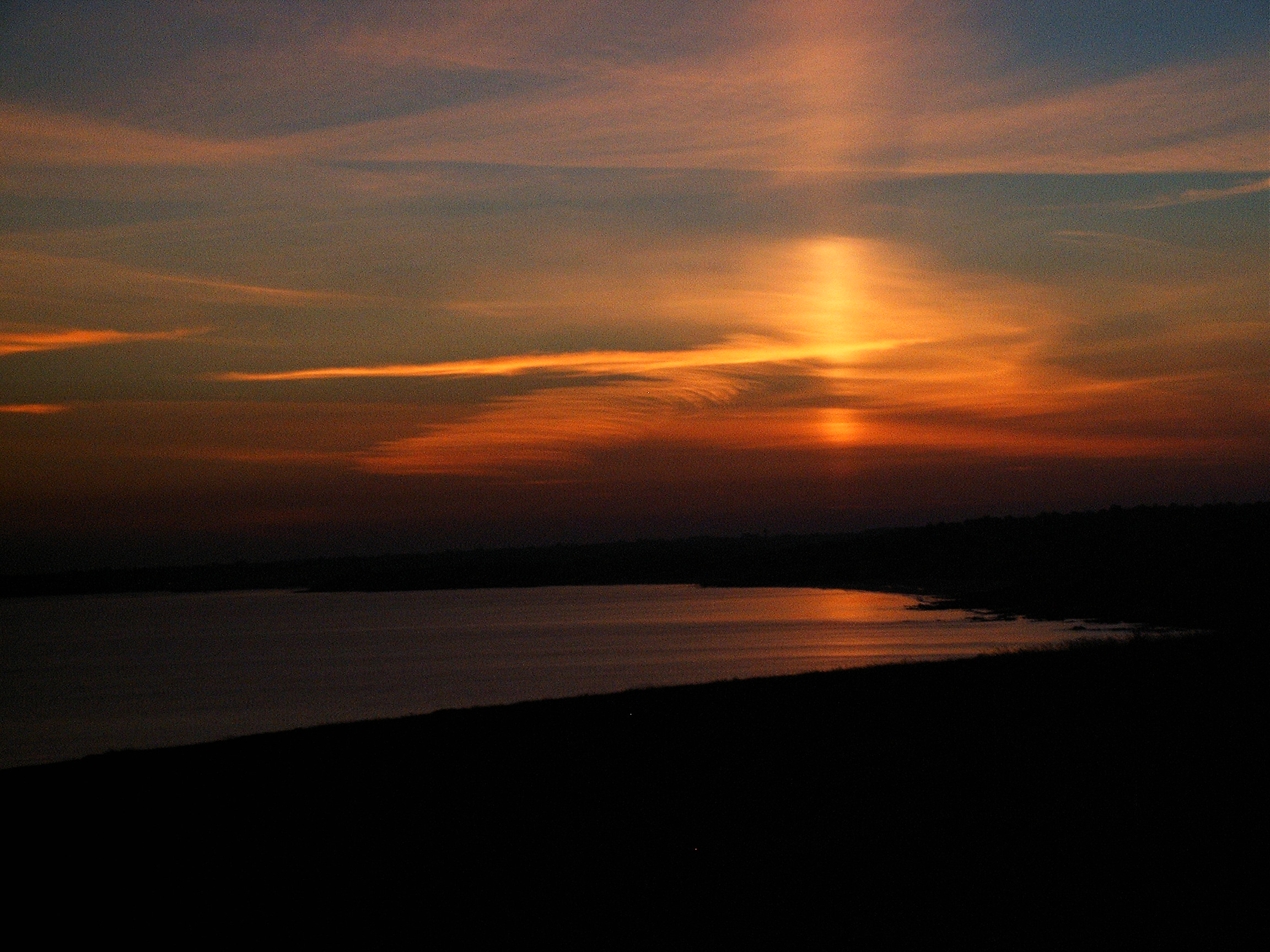
Een zonnezuil in Finistère, Bretagne.

Een lichtzuil heeft de vorm van een verticale lichtkolom die zich boven of onder een lichtbron lijkt uit te strekken. De zuil neemt dezelfde kleur aan als de lichtbron en kan een aanzienlijke lengte bereiken. Het verschijnsel is vaak goed te zien bij zonsopkomst of -ondergang (men spreekt dan van een zonnezuil), maar kan zich ook bij de maan of kunstmatige lichtbronnen voordoen.
Lichtzuilen worden over het algemeen veroorzaakt door reflectie van het licht tegen de boven- of ondervlakken van plaatvormige ijskristallen, die aldus als een collectieve spiegel fungeren, een effect analoog aan de reflectie van de zon of maan op een wateroppervlak. Ook andere typen ijskristallen dan plaatjes kunnen soms lichtzuilen veroorzaken.
Afhankelijk van de positie van de waarnemer ten opzichte van de ijskristallen en de lichtbron kan het effect zich zowel boven als onder de lichtbron vormen. Hoe meer de ijskristallen in de lucht heen en weer schommelen, des te langgerekter de zuil wordt. Wanneer de kristallen stil genoeg hangen om een min of meer cirkelvormige reflectie onder de zon of maan te veroorzaken is er sprake van een onderzon of -maan.

### Raakbogen

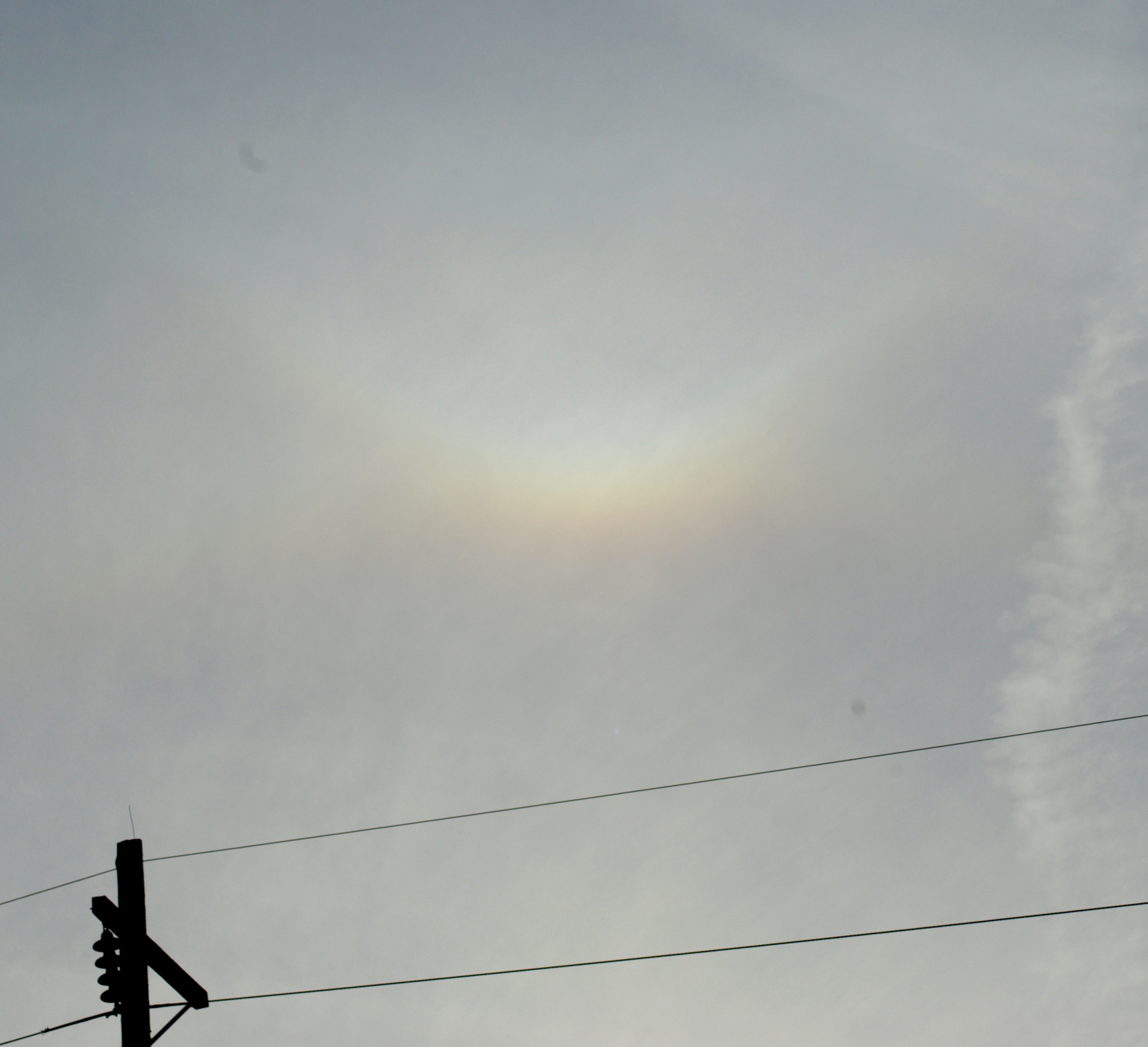
Een bovenraakboog bij lage zonnestand.

Raakbogen zijn min of meer boogvormige segmenten die de kleine kring met hun bolle kant aan de boven- en onderzijde raken. Ze verschijnen vaak slechts als een merkbare verheldering van de kleine kring, maar in gunstige omstandigheden steken de ‘armen’ daar enige afstand boven en onder uit. Raakbogen worden net als de kleine kring veroorzaakt door zuilvormige ijskristallen en kunnen eveneens subtiel gekleurd zijn, met de rode kant in de richting van de zon.
Er wordt onderscheid gemaakt tussen de bovenraakboog en de onderraakboog. Hun vorm is sterk afhankelijk van de hoogte van de zon of maan boven de horizon: bij een lage stand is de bovenraakboog scherp gepunt in een V-vorm en de onderraakboog geconcentreerd tot een heldere vlek; bij een hogere stand vlakt hun vorm gaandeweg af tot zwak gegolfd met de bolle kant op de kleine kring. Wanneer de zon of maan hoger aan de hemel staat dan ongeveer 30 graden smelten de boven- en onderraakboog samen tot de omhullende halo. Beide verschijnselen zijn dus technisch gesproken identiek en verschillen alleen van elkaar door de hoogte van de lichtbron.

### Omhullende halo
De omhullende of omschreven halo heeft de vorm van een afgeplatte ring, die de kleine kring aan de boven- en onderzijde raakt en links en rechts ervan twee afhangende lussen vertoont. Zoals hierboven vermeld is de omhullende halo niets anders dan de versmelting van de twee raakbogen zodra de zon of maan hoger dan 30° boven de horizon staat. Ook de omhullende halo verandert van vorm naargelang de hoogte van de lichtbron: hoe hoger die zich aan de hemel bevindt, des te minder afgeplat de omhullende halo wordt en hoe meer hij met de kleine kring samenvalt. Bij een stand hoger dan ongeveer 70 graden zijn de twee verschijnselen nauwelijks nog van elkaar te onderscheiden, behalve door de neiging van de omhullende halo om iets prominentere kleuren te vertonen dan de kleine kring.

### Circumzenitale boog
De circumzenitale boog heeft het uiterlijk van een heldergekleurde boog die hoog aan de hemel op geruime afstand boven de zon of maan staat, met de bolle kant naar beneden gekeerd. De boog lijkt op een ‘omgekeerde regenboog’ en bestaat uit dezelfde kleuren, maar zuiverder van tint. Het rode gedeelte bevindt zich aan de onderzijde, het violette aan de bovenzijde. De booglijn bevindt zich iets boven de (zelden aanwezige) grote kring en beslaat maximaal ongeveer een kwartcirkel, waarvan het centrum op het zenit ligt. De boog neemt geleidelijk in helderheid en lengte af naarmate de zon of maan hoger aan de hemel staat; bij een zonne- of maanhoogte boven de 32° verdwijnt hij geheel.
De circumzenitale boog is geen zeldzaam verschijnsel, maar hij wordt zelden opgemerkt als gevolg van zijn positie bijna recht boven de waarnemer. Als er bijzonnen of -manen zichtbaar zijn is er een goede kans dat ook de circumzenitale boog aanwezig is, aangezien beide verschijnselen door hetzelfde type plaatvormige ijskristallen worden veroorzaakt. Het is dan ook zinvol om naar boven te kijken als er bijzonnen of -manen te zien zijn.

### Bijzonnenring en bijmanenring
De bijzonnenring of parhelische kring is een wat zeldzamere halo in de vorm van een melkwitte kring die horizontaal door de zon loopt met het zenit als middelpunt. In tegenstelling tot de meeste andere halo’s loopt de bijzonnenring evenwijdig aan de horizon en wordt zo genoemd omdat ze behalve de zon de twee bijzonnen doorsnijdt. In zijn complete vorm omcirkelt de ring de gehele horizon. Bij de maan wordt hetzelfde verschijnsel de bijmanenring of paraselenische kring genoemd.
De bijzonnenring en bijmanenring worden door dezelfde plaatvormige ijskristallen veroorzaakt als de veel frequentere bijzonnen/bijmanen en de circumzenitale boog, die daarom ook veelal tegelijkertijd optreden. Vaak is de kring incompleet en alleen zichtbaar als twee horizontale ‘staarten’ die vanuit de twee bijzonnen naar buiten lopen.

In zeldzamere gevallen bevinden zich op de bijzonnenring behalve de gewone bijzonnen tevens de 120°-bijzonnen en, nog infrequenter, de tegenzon. Tezamen met de echte zon lijkt de gehele hemel dan omspannen te zijn door een horizontale ketting van vijf of zes onderling verbonden ‘zonnen’.

Voorbeelden van halo's
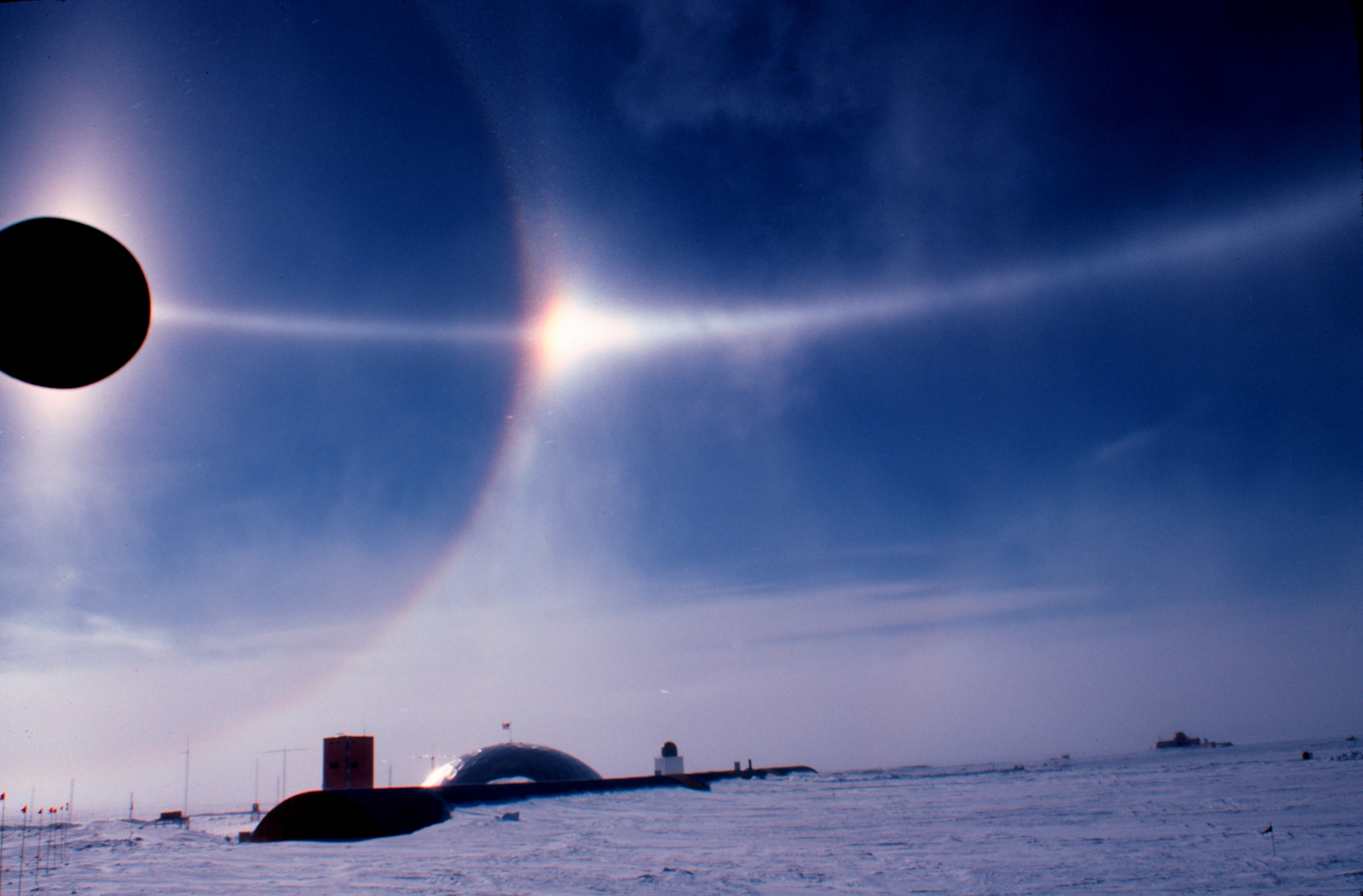
Een parhelische kring (horizontaal) boven een Zuidpoolstation.
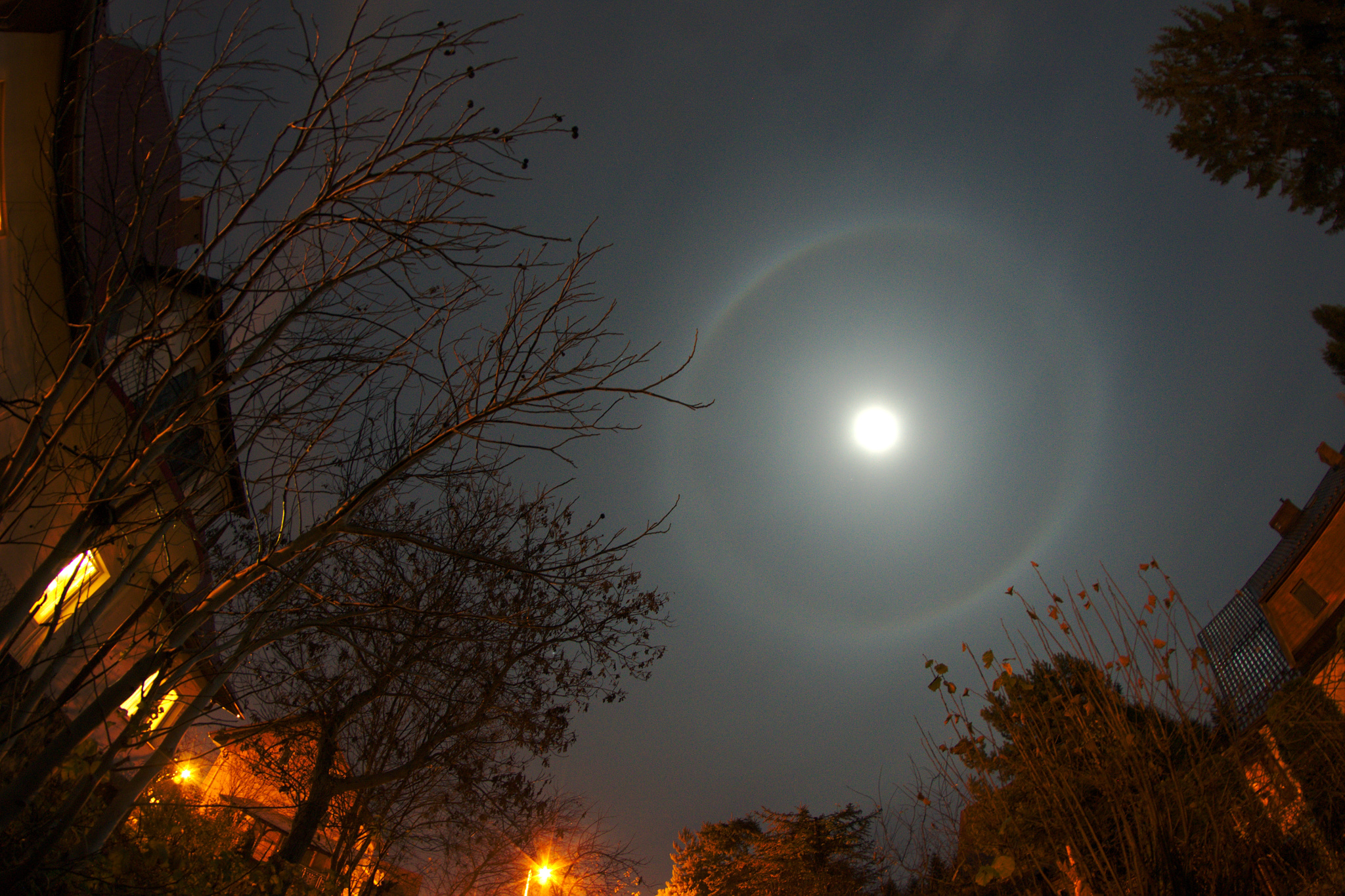
Een omhullende halo om de maan.
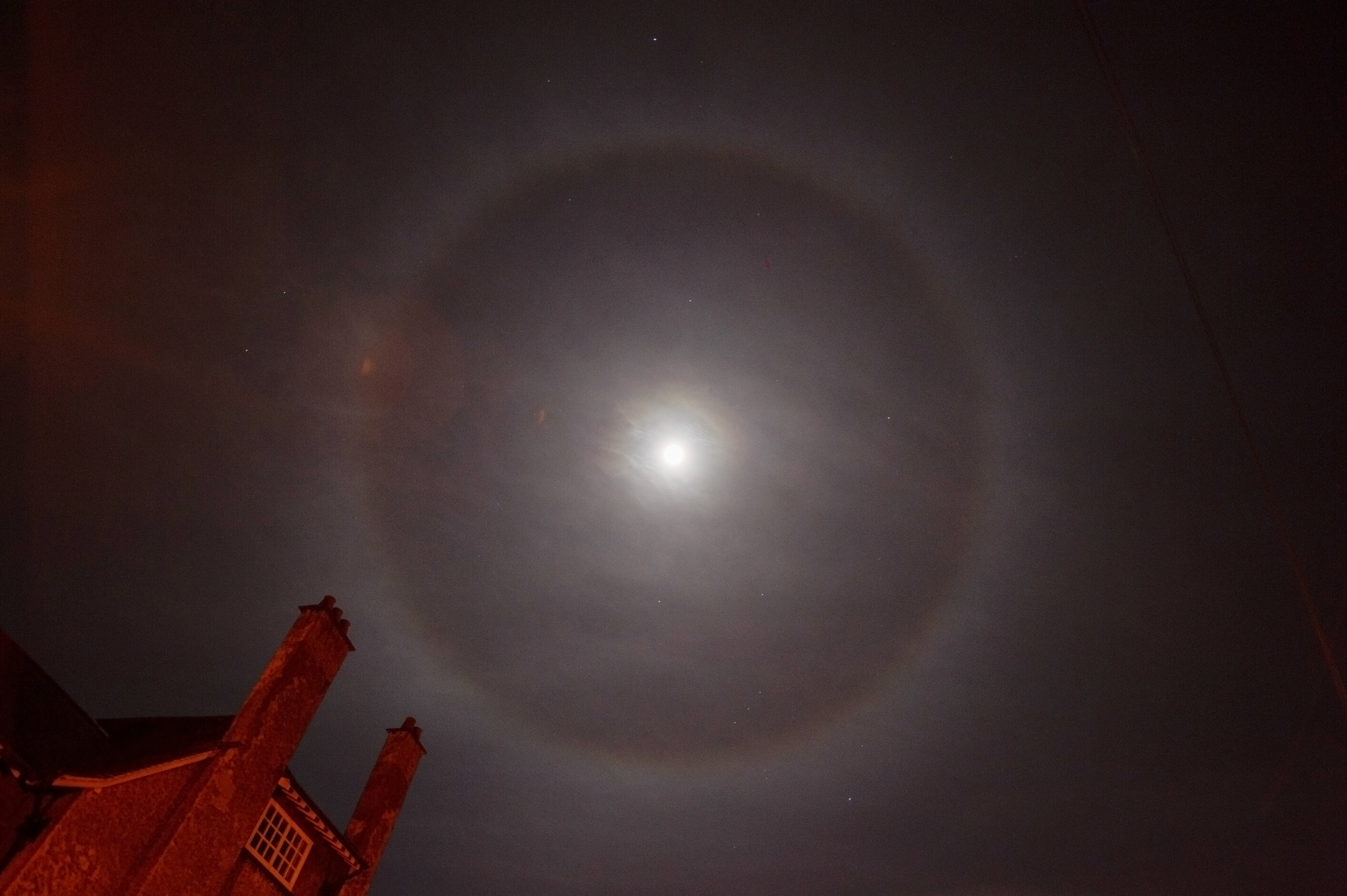
Een 22°-halo om de maan. Let op het subtiele kleurverloop van roodachtig aan de binnenzijde naar blauwig aan de buitenzijde.
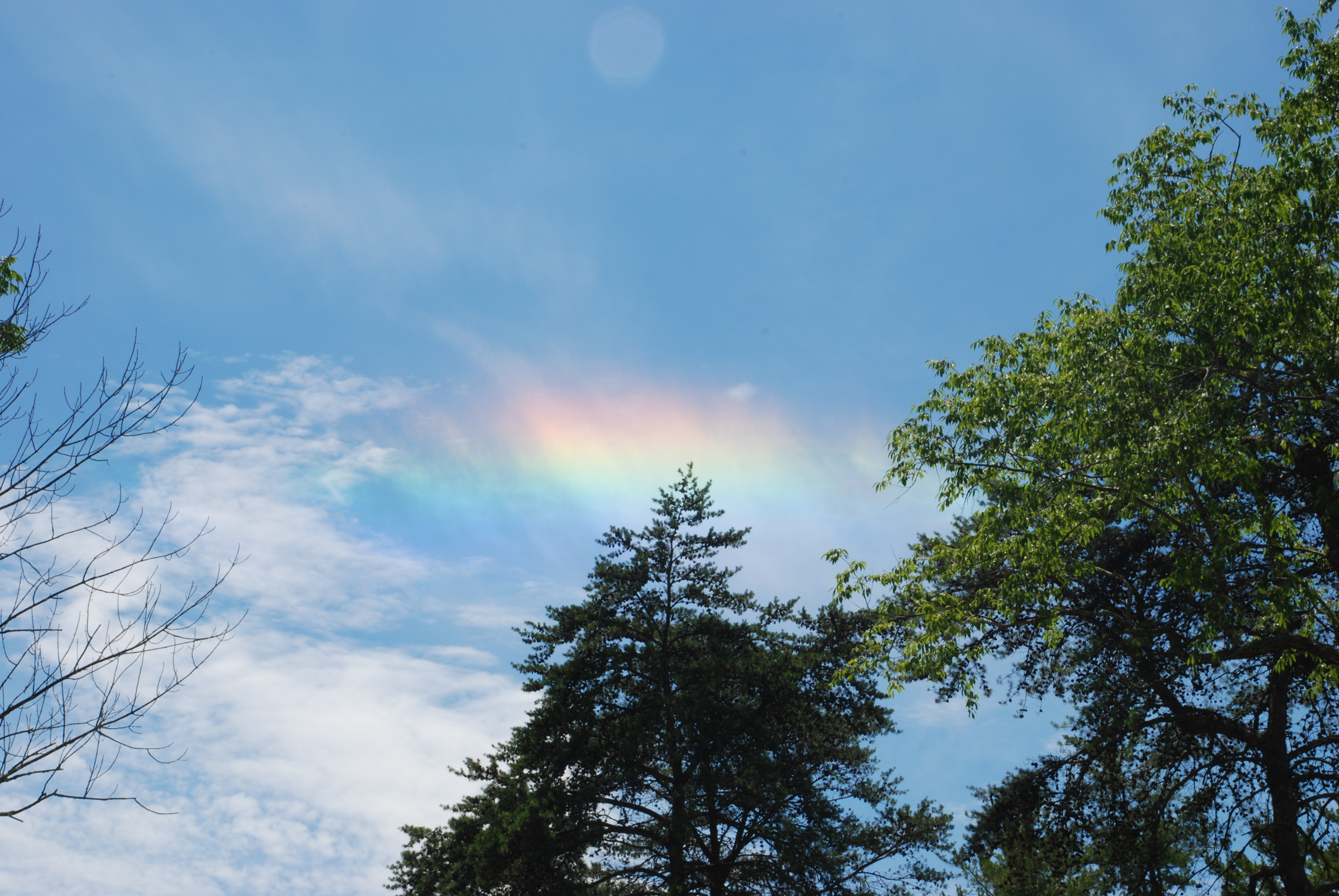
Een circumhorizontale boog.
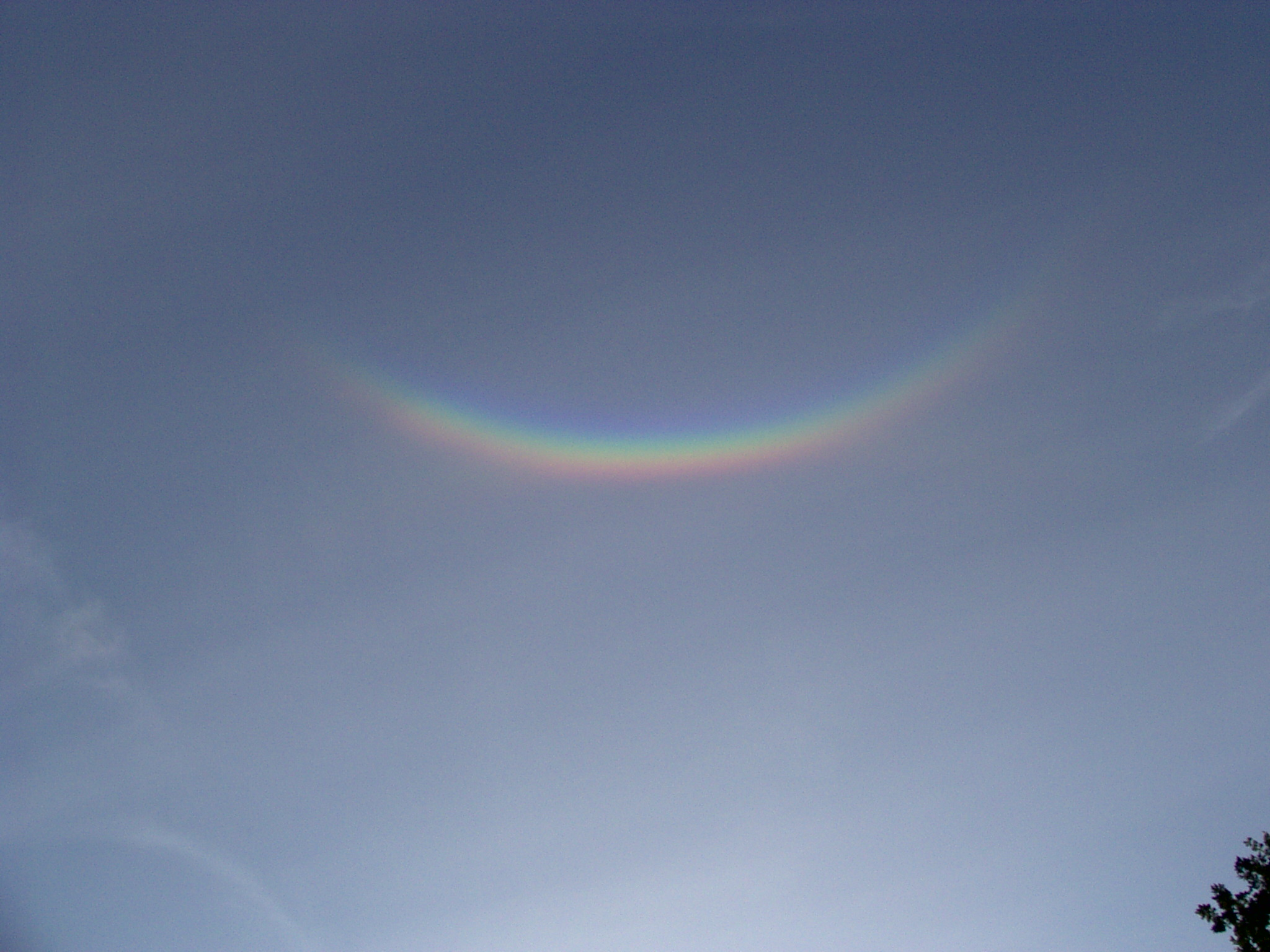
Een circumzenitale boog.

### Samengestelde halo's

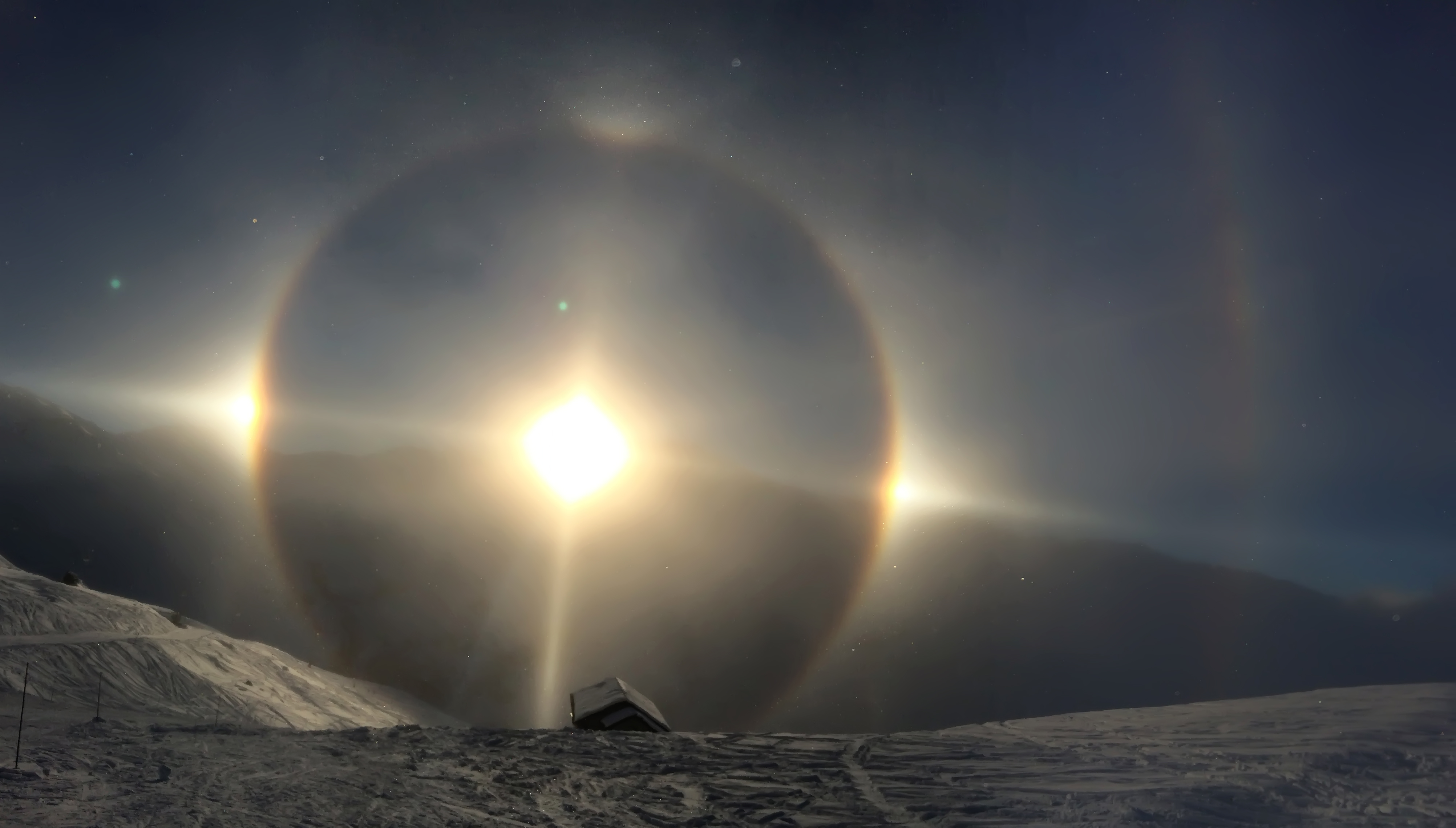
Een "kruis aan de hemel": kleine kring, bijzonnen, bovenraakboog, zonnezuilen en bijzonnenring.

Aangezien dezelfde typen ijskristallen meerdere soorten halo’s kunnen veroorzaken en er bovendien verschillende typen ijskristallen tegelijk in de lucht aanwezig kunnen zijn, komt het geregeld voor dat er zich meerdere halosoorten tegelijk voordoen.
Dit kunnen allerhande combinaties zijn, zoals de genoemde combinatie van bijzonnen, lichtzuilen, de circumzenitale boog en de bijzonnenring. Een andere gangbare variant is de kleine kring met daarop gelegen de beide bijzonnen en raakbogen, die dan nog horizontaal verbonden kunnen zijn door de bijzonnenring en verticaal door lichtzuilen. Het totaalbeeld wekt de indruk van een omcirkeld “kruis aan de hemel”. Het is niet ondenkbaar dat oude verslagen van dergelijke “wondertekenen” (een bekend voorbeeld is het visioen van Constantijn de Grote) aan een soortgelijke configuratie van halo’s zijn toe te schrijven.

### Zeldzamere halo's

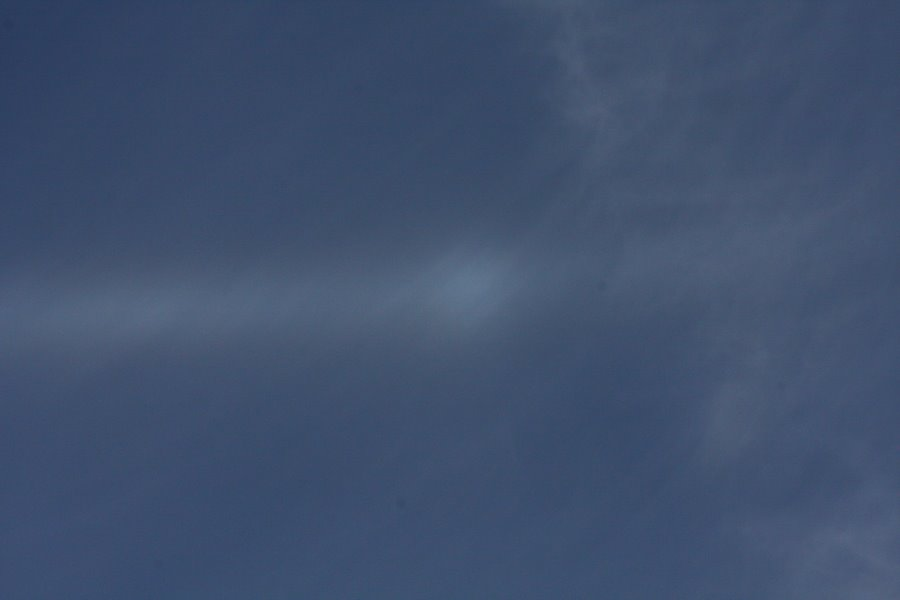
Een zwakke 120°-bijzon, gelegen op de bijzonnenring.

Hierboven zijn slechts de frequentere typen halo’s behandeld; de familie bevat echter nog talloze andere soorten, die (veel) minder vaak voorkomen, bijvoorbeeld omdat ze ongebruikelijke vormen en oriëntaties van ijskristallen vereisen, of een zonnehoogte die niet overal ter wereld kan worden bereikt. Ook is het exacte ontstaansproces van sommige halo's nog niet (geheel) verklaard. Tot de zeldzamere typen halo’s behoren de volgende:
- Supra- en infralaterale bogen[11]
- Circumhorizontale boog[12]
- De 46°-halo of grote kring
- Bogen van Parry[13]
- 120°-bijzonnen[14]
- Helische bogen[15]
- Tegenzon[16]
- Bogen van Arctowski[17]
- Halo van Bouguer[18]
- Halo van Burney 20°[19]
- Halo van Feuillée[20]
- Halo van Hall[21]
- Halo van Heiden[22]
- Bogen van Lowitz[23]
- Boog van Kern[24]
- Boog van Moilanen[25]
- Halo van Scheiner[26]
- Halo van Van Everdingen[27]
- Bogen van Wegener[28]
- Kringen van ongebruikelijke straal[29]

### Crown flash
De crown flash kan af en toe waargenomen worden in heldere bijzonnen. Het verschijnsel wordt veroorzaakt door elektromagnetisch geagiteerde ijskristalletjes in de cirruskap bovenaan een onweerswolk (Cumulonimbus). De crown flash ziet eruit als een springend of dansend onderdeel van de sterk vervormde bijzon. In het Engels wordt dit ook leaping sundog genoemd. Diverse bijdragen aan YouTube, afkomstig van attente hemelwaarnemers, tonen echter dat de crown flash zich ook in andere haloverschijnselen kan vertonen, zoals bijvoorbeeld in het gedeelte van de parhelische kring recht tegenover de zon.

## Zichtbaarheid
Halo’s worden vaak geassocieerd met winterse weersomstandigheden, maar dit is slechts gedeeltelijk gerechtvaardigd. Inderdaad komen halo’s veel voor bij lage temperaturen en in arctische gebieden, als gevolg van een verhoogde kans op ijskristallen in de lage atmosfeer of nabij de grond (ijsnaalden). Maar halo’s die worden veroorzaakt door cirrus- of cirrostratuswolken kunnen in elk weertype en overal ter wereld worden waargenomen: de wolken bevinden zich op een dusdanige hoogte dat hun temperatuur permanent onder het vriespunt ligt en bevatten dus altijd ijskristallen, ongeacht de temperatuur op de grond.
Bij alle typen halo’s geldt dat ze pas zichtbaar kunnen worden als de ijshoudende wolken of nevel zich op de juiste positie aan de hemel ten opzichte van de waarnemer en de lichtbron bevinden. Is dit niet het geval, dan zijn eventuele halo’s niet of slechts gedeeltelijk zichtbaar. Dit laatste is gangbaar bij cirrusbewolking, die vaak fragmentarisch over de hemel is verdeeld en alleen gedeelten van eventuele halo’s vertoont waar zij toevallig op de juiste positie ten opzichte van de zon of maan hangt. Cirrostratusbewolking heeft daarentegen de neiging om grotere delen van de hemel tegelijk te bedekken en geeft dus meer kans op complete halo’s. Wel is het zo dat halo's die door cirrus worden veroorzaakt vaak feller en helderder gekleurd zijn dan bij cirrostratus, als gevolg van zuiverder gevormde en regelmatiger geordende ijskristallen. Bij beide wolkentypen kunnen de halo’s alsnog (gedeeltelijk) aan het zicht worden onttrokken door lager hangende bewolking die geen ijskristallen bevat.

### De Claudespiegel
Een handig middel om op een efficiente manier haloverschijnselen te observeren is de Claudespiegel die oorspronkelijk werd ontworpen om het omringende landschap op een artistieke manier in zich op te kunnen nemen. De Claudespiegel is ideaal om een Cirrostratus wolkenveld te observeren, waarin zich haloverschijnselen kunnen vertonen.

## Voorspellende betekenis
Aan halo's wordt van oudsher een voorspellende betekenis toegedicht: een kring om de maan , maar vooral zon, zou een voorbode zijn van een weersverslechtering ("Een kring om de zon, regen in de ton"; "Een kring om de maan, het zal wel gaan", etc.). Dit kan inderdaad het geval zijn, wanneer de ijshoudende bewolking het gevolg is van een naderend warmtefront, maar diezelfde bewolking kan ook voorkomen zonder dat er een weersverandering mee is gemoeid. Bijgevolg is een halo niet noodzakelijkerwijs een betrouwbare weersvoorspeller.
Een andere voorspellende betekenis is: Een kring om de maan daar trekt niemand zich iets van aan. Maar een kring om de zon daar treuren vrouwen en kinderen om.

## Edward Whymper's bijzondere waarneming van lichtkruisen in de hemel
Op bladzijden 234 en 235 van het eerste deel van M. G. J. Minnaert's De natuurkunde van 't vrije veld staat het voorval vermeld omtrent Edward Whymper en zijn tochtgenoten die op 14 juli 1865 als eersten de top van de Matterhorn bereikten maar waarvan vier leden tijdens de terugtocht uitgleden en in de afgrond stortten. Tegen de avond zag Whymper aan de lucht een ontzaglijke lichtkring met drie kruisen: „de spookachtige lichtverschijnselen hingen onbewegelijk; het was een wonderlijk en ontzettend schouwspel, enig in mijn ervaring, en onbeschrijfelijk indrukwekkend op zulk een ogenblik“. Hetgeen Whymper waarnam was een uit verschillende onderdelen bestaand halo-complex.

## Vergelijkbare atmosferische lichtschijnselen
Halo's worden soms verward met vergelijkbare atmosferische lichtschijnselen, die echter niet tot stand komen door toedoen van ijskristallen. Enkele van deze verschijnselen zijn:
- Regenbogen: veroorzaakt door waterdruppels (regen, watervallen en dergelijke), nooit door ijskristallen.
- Mistbogen: veroorzaakt op dezelfde manier als regenbogen, maar met veel fijnere waterdruppeltjes.
- De glorie, een regenboogkleurige kring rond de schaduw van de waarnemer, vaak gezien vanuit vliegtuigen of vanaf bergtoppen.
- De corona, een parelmoerkleurige gloed rond zon of maan, veroorzaakt door fijne waterdruppeltjes, soms ook door ijskristallen. Ongelukkigerwijs is 'corona' ook de naam voor de atmosfeer van de zon die soms zichtbaar is bij totale zonsverduisteringen.
- De ring van Bishop die zich rondom de zon vertoont als een ietwat rossig uitziende brede wazige cirkel met een heldere lichtblauwe binnenkant. De ring van Bishop werd voor het eerst gerapporteerd door Rev. Sereno Edwards Bishop (1827-1909) die dit verschijnsel vanaf Honolulu waarnam na de uitbarsting van de Krakatau (vulkaan) in 1883. De door de zon beschenen asdeeltjes afkomstig van de Krakatau zweefden in de stratosfeer en zorgden wereldwijd voor opvallend roodkleurige schemeringsverschijnselen, de groene en blauwe zon, en een optisch fenomeen dat er ongeveer als een haloverschijnsel uitzag; de ring van Bishop.